# Kyeema Conservation Park
Kyeema Conservation Park är en park i Australien. Den ligger i delstaten South Australia, omkring 38 kilometer söder om delstatshuvudstaden Adelaide.
Närmaste större samhälle är McLaren Vale, omkring 14 kilometer nordväst om Kyeema Conservation Park.
Trakten runt Kyeema Conservation Park består till största delen av jordbruksmark. Runt Kyeema Conservation Park är det glesbefolkat, med 12 invånare per kvadratkilometer. Genomsnittlig årsnederbörd är 729 millimeter. Den regnigaste månaden är juni, med i genomsnitt 133 mm nederbörd, och den torraste är december, med 21 mm nederbörd.